# Confuciustempel van New York
De Confuciustempel van New York of Temple of Confucius is een plek waar de Chinese filosoof Confucius wordt geëerd. De tempel staat aan Fell Street in New York Chinatown. Het is de enige Confuciustempel van de Amerikaanse oostkust. De filosoof was een groot voorstander van onderwijs en zijn invloeden zijn heden ten dage nog steeds terug te vinden in de Chinese cultuur. De Confuciustempel van New York is op vele ansichtkaarten van de jaren vijftig afgedrukt.